# 莫爾頓維爾 (北卡羅萊納州)
莫爾頓維爾（英語：Moltonville）是位於美國北卡羅萊納州桑普森縣的非建制地區。

## 歷史
莫爾頓維爾的郵局於1902年設立，其後於1929年停運。

## 地理
莫爾頓維爾所處的海拔為高於海平面44米（即144英呎），而該地所採用的時區為UTC-5，即北美东部时区（EST）。同時該地設有夏令時間，為UTC-5調快一小時，即UTC-4（EDT）。